# Лососи
(Настоящие) лососи (лат. Salmo) — род лучепёрых рыб из семейства лососёвых (Salmonidae).

## Виды
Включает около 50 видов. Некоторые:
- Итальянская форель (Salmo carpio)
- Средиземноморская форель (Salmo cettii)[англ.]
- Salmo dentex
- Эйзенамская форель (Salmo ezenami)
- Salmo farioides
- Salmo ferox
- Salmo fibreni
- Севанская форель или ишхан (Salmo ischchan)
- Форель-летница (Salmo letnica)
  - Salmo aphelios
  - Salmo balcanicus
- Salmo lumi
- Salmo macedonicus
- Мраморная форель (Salmo marmoratus)
- Salmo nigripinnis
- Адриатическая форель (Salmo obtusirostris)
- Salmo ohridanus
- Salmo pelagonicus
- Salmo peristericus
- Турецкая плоскоголовая форель (Salmo platycephalus)
- Salmo rhodanensis
- Атлантический лосось или сёмга (Salmo salar)
- Salmo schiefermuelleri
- (Salmo stomachicus)
- Salmo taleri
- Кумжа (ручьевая, озерная форель) (Salmo trutta)
  - Черноморский лосось (Salmo trutta labrax)
  - Каспийский лосось (Salmo caspius)
- Salmo visovacensis
- Salmo zrmanjaensis